# Маргарета Їллєншерна
Маргарета Їллєншерна (швед. Margareta Gyllenstierna, повне ім'я Margareta Gyllenstierna af Fogelvik; 1689—1740) — шведська політична діячка, графиня.

## Біографія
Народилася в 1689 році. Була дочкою Нільса Їллєншерна і його дружини Анни Христини Бйорксунд (Anna Christina Gyllenstierna af Björksund), спадкоємицею великих маєтків в Смоланді і Естергетланді та будинку в Стокгольмі. У неї були дві сестри: Сидонія (1688—1701) і Шарлотта (1690—1695).
У 1710 році Маргарета вийшла заміж за графа Арвіда Горна. З ростом кар'єри її чоловіка вона, як і інші дружини політиків, стала цікавою фігурою для іноземних дипломатів як джерело інформації. У 1720—1730 роках пара Маргарета Їллєншерна і Арвід Горн відігравали в державі таку ж роль, як пара Магдалена Стенбок і Бенгт Оксеншерна протягом 1680—1690 років, а також Карл Піпер і Христина Піпер в 1700—1710 роках: подружні пари, які виступали як колеги, що мали вплив на політичне життя держави.
Маргарета Їллєншерна фігурує серед жінок-політиків, які були завербовані послом Charles Louis de Biaudos de Casteja як французькі агенти. Маргарета також вела листування з політичним підтекстом із французькою королевою Марією Лещинською та її матір'ю Катаріною Опалінською, у яких були давні зв'язки з Горном із моменту їх перебування у Швеції.
Померла 26 січня 1740 року. У неї було п'ятеро дітей: двоє синів і три дочки.